# Sparkys Edition
Sparkys Edition ist ein belletristischer Verlag in Kirchheim unter Teck bei Stuttgart.

## Geschichte
Der Verlag wurde am 26. August 2020 vom Verleger und Buchautor Hubert Romer gegründet. Der vollständige Name des Verlags lautet Sparkys Edition – Verlag Kommunikation Romer. Intention für die Gründung des Verlages war der Wunsch des Verlegers, Autorinnen und Autoren einen Platz zu geben, die nicht dem Mainstream entsprechen. Produziert werden gedruckte Bücher (Print), e-Books, Hörbücher und Bewegtbilder, derzeit (2025) ausschließlich in deutscher Sprache.
Sparkys Edition gehört zur sogenannten Gruppe der Independent-Verlage. Der Gründer führt den Verlag bis heute (2025). Der Verlag ist Mitglied im Börsenverein des deutschen Buchhandels.

## Schwerpunkte des Verlags
Schwerpunkte des Verlages im Bereich der Belletristik sind zeitgenössische Literatur, Romane, Krimis, Kinderbücher, Young Adult, historisch-dokumentarische Romane und Fiction.

## Autorinnen und Autoren
Folgende Autoren veröffentlichten bei Sparkys Edition:
- Angelika Kreidler
- Georg Brun
- Helmut Jäger
- John Wyttmark
- Jürgen W. Müller
- Leela Goldmund
- Lutz Büge
- Marita Sonnenberg
- Nello Simeone
- Olaf Wegermann
- Paul Steinbeck
- Volker Petters

Insgesamt sind 59 ISBN-Nummern derzeit (2025) aktiv im Verlag. Jährlich werden 8 bis 12 neue Publikationen editiert. Markantes Merkmal des Verlages ist die aktive Miteinbeziehung der Autorinnen und Autoren in sämtliche Produktionsprozesse. Sie haben hierbei ein starkes Mitspracherecht.  